# Балиан Ибелин (сеньор Бейрута)
Балиан Ибелин (д’Ибелин) (фр. Balian d’Ibelin, 1209/10 — 4 сентября 1247, Аскалон) — сеньор Бейрута с 1236 года.
Сын Жана Ибелина и Мелисенды д’Арсур.
В 1228 году вместе с братом Балдуином находился в качестве заложника при дворе императора Фридриха II во время его крестового похода.
С 1229 по 1239 год жил на Кипре, участвовал в битвах при Никосии (1229) и при Агриди (1232).
В 1241 году признал Конрада, сына императора Фридриха II, королём Иерусалима, но, как и отец, был противником Штауфенов и участвовал в передаче власти Алисе Шампанской и во взятии Тира (последнего оплота иерусалимских гибеллинов) в июне-июле 1243 года.
С 1246 года бальи Иерусалимского королевства, был назначен на эту должность Генрихом I Кипрским, исполнявшим обязанности регента.
Умер в Аскалоне 4 сентября 1247 года.
С 1229/30 года Балиан Ибелин был женат на Эскиве де Монфокон (Монбельяр) (1206/12—1239), дочери Готье де Монбельяра, бальи Иерусалима, вдове Жерара де Монтегю. Брак оспорил папа Григорий IX на основании родства супругов в 3 или 4 колене, но в 1239 году дал разрешение.
Дети:
- Балиан, умер в детстве;
- Жан (ум. 1264), сеньор Бейрута;
- Гуго (1231/32—1254/55); с 1250/53 был женат на своей кузине Марии де Монбельяр, дочери Эда де Монбельяра, коннетабля Иерусалима. Детей в этом браке не было. Овдовев, Мария де Монбельяр вышла замуж за Жака Ибелина, сеньора Яффы;
- Изабелла, с 1250 года жена Генриха Амбриако, сеньора Джебейля.